# Maria Trautmann (Musikerin)
Maria Trautmann (* 1990 in Berlin) ist eine deutsche Jazz- und Improvisationsmusikerin (Posaune) und Dramatikerin (Text, Regie).

## Leben und Wirken
Trautmann studierte nach einer Musikausbildung an der Berliner Musikschule City West bei Sören Fischer und Julia Hülsmann von 2011 bis 2017 Jazz-Posaune an der Folkwang Universität der Künste bei Ansgar Striepens. Während des Studiums entstanden erste Gruppen wie Pottrait und Botticellis Baby und deren Debütalben. Gemeinsam mit Maika Küster gründete sie 2015 die Popband (Wir hatten was mit) Björn, die 2017 ihr Album Oh What Pretty Thing vorlegte. Seit 2015 gehörte sie zudem zur Großformation The Dorf, mit der bis 2020 zwei Alben entstanden; mit The Dorf erhielt sie 2020 den WDR-Jazzpreis (Ehrenpreis). Daneben war sie als Theatermacherin aktiv.

## Diskographische Hinweise
- Die Daniel Sebastian Scholz Big Band: DDSSBB (Quadratisch Rekords 2015)
- Björn: Oh What Pretty Thing (Time Zone 2017, mit Maika Küster, Yannik Tiemann, Manuel Loos)
- Botticelli Baby: Junk (Unique 2018)
- The Dorf / Phill Niblock: Baobab / Echoes  (Umland 2020)
- Hilde Open (Umland Records 2020, mit Marie Daniels, Emily Wittbrodt, Julia Brüssel)
- Wir hatten was mit Björn On the Ruins (Jazzhaus Records 2022, mit Maika Küster, Caris Hermes, Manuel Loos)[3]